# Шипански, Танкред
Танкред Шипански (нем. Tankred Schipanski; 30 декабря 1976, Лейпциг) — германский политик (Христианско-демократический союз Германии). В результате прямого голосования он избран членом парламента федерального 192 избирательного округа, Гота — Ильм (2009 год).

## Жизнь
После окончания гимназии им. Гёте в Ильменау в 1995 году, Шипанский прошел срочную военную службу в 391-м танковом батальоне в Бад Зальцунгене. Затем, в 2002 году он окончил юридический факультет Байройтского Университета и Венского, сдав первый государственный экзамен. В предыдущем году он так же закончил дополнительное обучение, как бизнес-юрист, в Байройтском Университете. Свою стажировку он проходил с 2003 года по 2005 год в Майнце и сдал второй государственный экзамен. В 2004 году он окончил аспирантуру в Немецком университете административных наук Шпайер.
С 2005 года по 2009 год Шипански был научным сотрудником Института правовых исследований в Техническом Университете Ильменау на факультете публичного права. Он много работал в области медиа-права на кафедре Фрэнка Фехнера, и в 2006 году был принят в коллегию адвокатов.
С 2005 года Шипански работал на различных должностях, сначала в Ротаракте, затем в Ротари Интернешнл. С 2010 года Шипански является президентом спортивного объединения VfB 91 Suhl. Он также является попечителем Фонда школы принцессы Анны-Луизы в Бад Бланкенбурге и Цезарь-фонда в Бонне. Шипански также является заместителем председателя Консультативного совета по вопросам образования, исследований и оценки технологий в Обществе по изучению структурных вопросов. С июня 2013 года он является членом попечительского совета природоохранной организации «Союз отечества и окружающей среды» (BHU). С 2014 года является членом правления Высшей Берлинской школы (SRH Hochschule Berlin) и Совета попечителей Ассоциации частных колледжей.
Он является сыном Дагмар Шипански, лютеранин.

## Политическая карьера
В 1994 году, еще учеником школы, Шипански вступил в Молодёжный союз Германии, а с 1997 года стал членом Христианско-демократический союз Германии. Он неоднократно был председателем Молодёжного союза ХДС в округе Ильм. Также в 2005—2012 годы Шипански был заместителем председателя ХДС округа Ильм, а с октября 2012 года его председателем.

## Депутатская деятельность
В 2009 году Шипански получил на всеобщих выборах 29,1 % первых голосов и выиграл прямой мандат в избирательном округе Гота — Ильм, и таким образом, обошел кандидата Петру Гесс от Социал-демократической партии Германии. В течение 17-го законодательного периода Германского Бундестага он был постоянным членом Комитета по образованию, научным исследованиям и оценке технологий, подкомитета по новым медиа и заместителем члена Комитета по делам Европейского Союза, Комитета по правовым вопросам и Комиссии по расследованию в интернете и цифровом сообществе. С января 2012 года по август 2013 года Шипански был членом Комитета в Бундестаге по расследованию преступления ультраправой террористической ячейки национал-социалистического подполья и выявлению недостатков просветительско-воспитательной работы органов.
В 2013 году Шипански на всеобщих выборах получил прямой депутатский мандат, набрав 37,3 % первых голосов. В течение 18-го законодательного периода немецкого Бундестага он остается полноправным членом Комитета по образованию, научным исследованиям и оценке технологий и комитета новых цифровых технологий, в котором он является председателем парламентской группы ХДС/ХСС, а также в комитете Национального агентства безопасности.

## Критика и разногласия
Решение Федерального конституционного суда о принятии закона в отношении гомосексуалистов Шипански прокомментировал со словами «сегодня не звездный час Конституционного Суда. Идея принятия прав гомосексуалистов игнорирует основную идею брака и семьи». В комментариях в Twitter и на его странице в Facebook критики обвиняли его, среди прочего, в гомофобии. В интервью региональной газете «Тюрингер альгемайне» (нем. Thüringer Allgemeine) он сказал, что был удивлен реакции и степени массивных нападок.